# Haguregumo
Haguregumo (浮浪雲, "Nuvem errante") é uma série de mangá seinen escrita e ilustrada por George Akiyama. A série é publicada na Big Comic Original da Shogakukan desde 1973 e possui 112 edições tankōbon. A série recebeu o Prêmio de Mangá Shogakukan de 1979 na categoria geral.
A série foi adaptada em um filme de animação em 1982 pela Madhouse e Toei Animation. Dirigida por Mori Masaki, foi ao ar no Japão no dia 24 de abril de 1982.

## Enredo
Ambientada no período Edo, a série segue o cotidiano de Cloud e sua família. A família de Cloud costuma ignorar trabalhos e se dedicam à uma vida preguiçosa.

## Personagens
Cloud (雲, Kumo)
É o protagonista da série. Ele é mulherengo e raramente trabalha.
Turtle (かめ, Kame)
É a esposa de Cloud. Frequentemente procastina junto com seu marido.
Shinnosuke (新之助)
É o filho de 11 anos de Cloud e Turtle. Possui uma personalidade completamente oposta de seu pai.
Flower (お花, Ohana)
É a filha de 8 anos de Cloud e Turtle. Ela é uma menina moleque e tem uma atitude séria ao contrário de seus pais.